# Trypocopris pyrenaeus
Trypocopris pyrenaeus är en skalbaggsart som beskrevs av Toussaint de Charpentier 1825. Trypocopris pyrenaeus ingår i släktet Trypocopris och familjen tordyvlar.

## Underarter
Arten delas in i följande underarter:
- T. p. cyanicolor
- T. p. splendens

## Bildgalleri

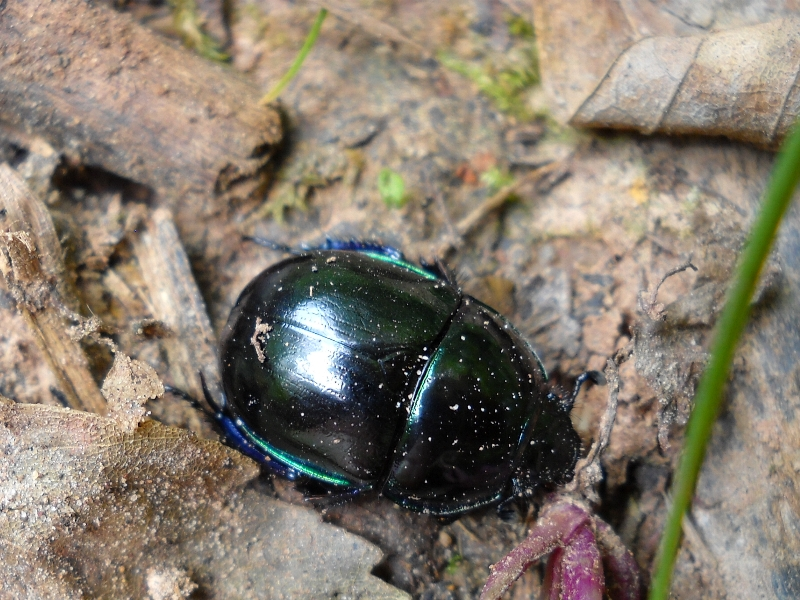